# Hofjes in Leiden

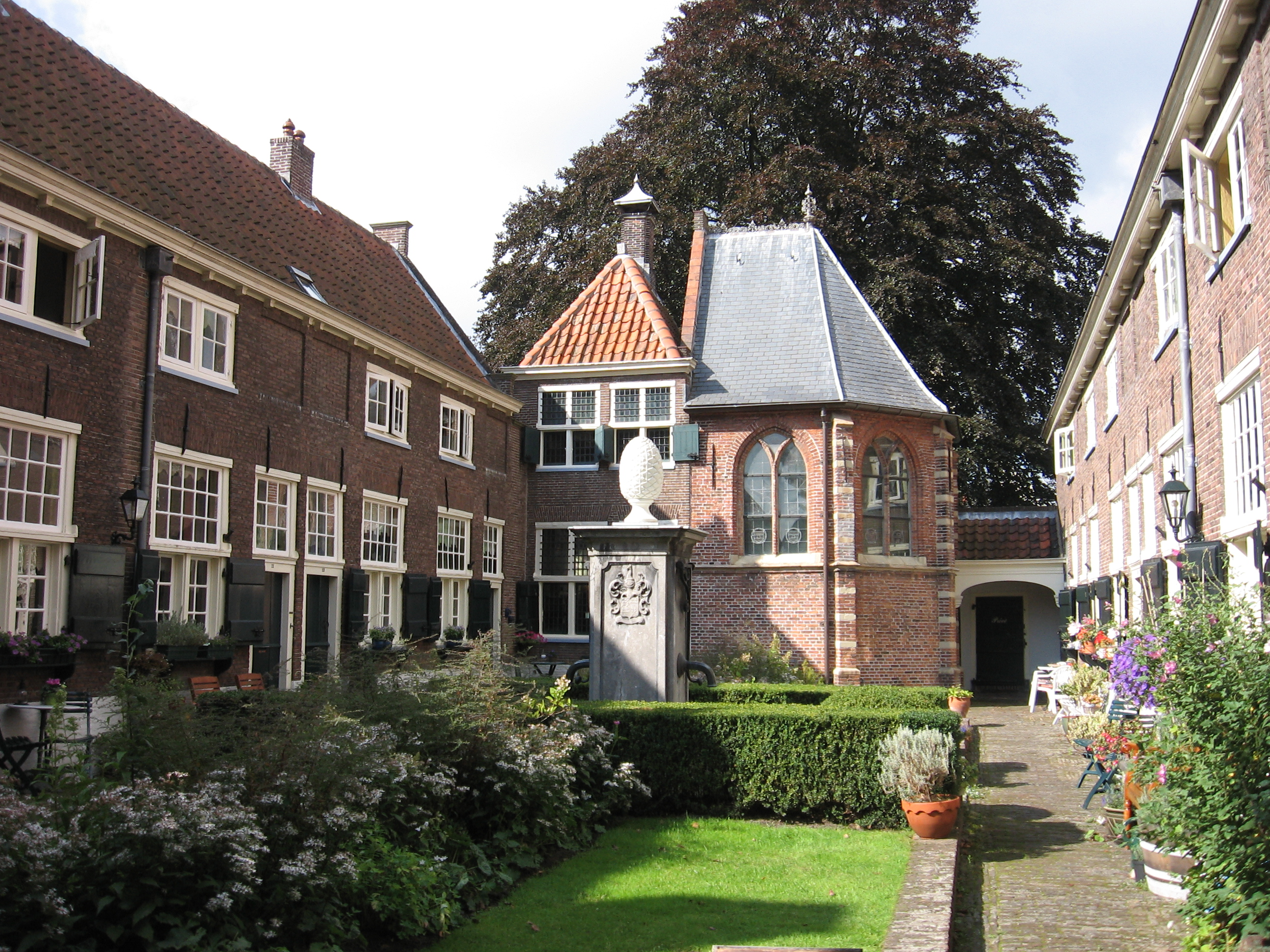
Het Sint Anna Aalmoeshuis is het enige hofje waar de kapel bewaard is gebleven

De hofjes in Leiden zijn een voorbeeld van sociale zorg in de middeleeuwen. Het zijn dicht bij elkaar staande huisjes aan een gemeenschappelijke binnenplaats, bij testament gesticht door particulieren en bestemd voor arme, oude mensen. De resterende hofjes in Leiden zijn bijna allemaal te vinden in het centrum van de stad.

## Kenmerken van hofjes
Hofjes werden gebouwd op kleine stukjes grond, die in de volgebouwde stad nog tussen de huizenblokken waren overgebleven. Ze zijn daarom compact gebouwd en in eerste instantie nog niet symmetrisch in een vierkant of rechthoek om een gemeenschappelijke tuin. Dat gebeurde pas vanaf de 17e eeuw. De oudste hofjes zijn heel verschillend: een enkele of dubbele rij huisjes aan een tuin, of in een haakse, dan wel U-vormige opstelling.
Door de ligging binnen een huizenblok zijn de huisjes meestal aan de achterzijde geheel gesloten, met ramen alleen aan de kant van de gemeenschappelijke tuin. Daar stond altijd een pomp voor de watervoorziening. Ook waren er één of twee gemeenschappelijke toiletten (ook wel gemak of privaat genaamd), dat wil zeggen hokjes met een ton voor de uitwerpselen, die regelmatig geleegd moest worden. De huisjes zelf waren klein en sober. Pas bij de veel latere renovaties werden ze voorzien van eigen sanitair en soms samengevoegd of voorzien van een extra verdieping om ruimte te winnen.
De oudste hofjes in Leiden dateren van voor de Reformatie (in 1572 koos de stad de zijde van de anti-Spaanse opstand en werd officieel een gereformeerde stad). Het aantal huisjes was - zeker bij de oudste hofjes - ten minste twaalf. Dat was gerelateerd aan de twaalf apostelen. Omwille van Jezus en Maria kon er dan ook een dertiende en veertiende huisje bij komen. De (katholieke) stichters gaven "hun" hofje de naam van een heilige of van een Bijbelse plaats. Bij deze hofjes werd meestal een kapel toegevoegd, die nu bijna allemaal verdwenen zijn. De latere hofjes werden vaak naar de stichters vernoemd. En hoe aanzienlijker, dat wil zeggen hoe rijker de stichter of de regenten, des te fraaier werd de poort naar het hofje. Daar kon dan ook nog een representatieve rijk uitgevoerde regentenkamer aan worden toegevoegd.

## Doelgroep
Hofjes werden meestal gesticht met een specifieke doelgroep voor ogen en dienovereenkomstig werden door de regenten toelatingseisen gehanteerd:
- Men moest weduwe (en dus vrouw) zijn, of juist man, en dan was een echtgenote geen bezwaar, want die kon dan het huishouden doen;
- Men moest van een bepaalde geloofsovertuiging of zelfs kerk zijn;
- Men moest (vanaf de 17de eeuw) meestal ten minste vijftig jaar oud zijn (toen al een gevorderde leeftijd);
- Men moest arm zijn.

De hofjes voor alleenstaande mannen waren zeldzaam, soms mochten deze mannen wel in hofjes voor echtparen wonen. Alleen in Leiden kwam het voor dat bij het overlijden van de man daarna de vrouw het hofje voorgoed moest verlaten soms met achterlaten van eigendommen. Na protesten werd deze regel in het St. Stevenhofje al in 1761 afgeschaft.

## Lijst van hofjes in Leiden
De oudste hofjes:
- 1467 Jeruzalemhof
- 1480 Groot Sionshof
- 1487 Sint Stevenshof
- 1492 Sint Anna Aalmoeshuis
- 1503 Sint Annahof of Joostenpoort
- 1504 Sint Janshof
- 1563 Bethaniënhof

## Verdwenen of verplaatste hofjes

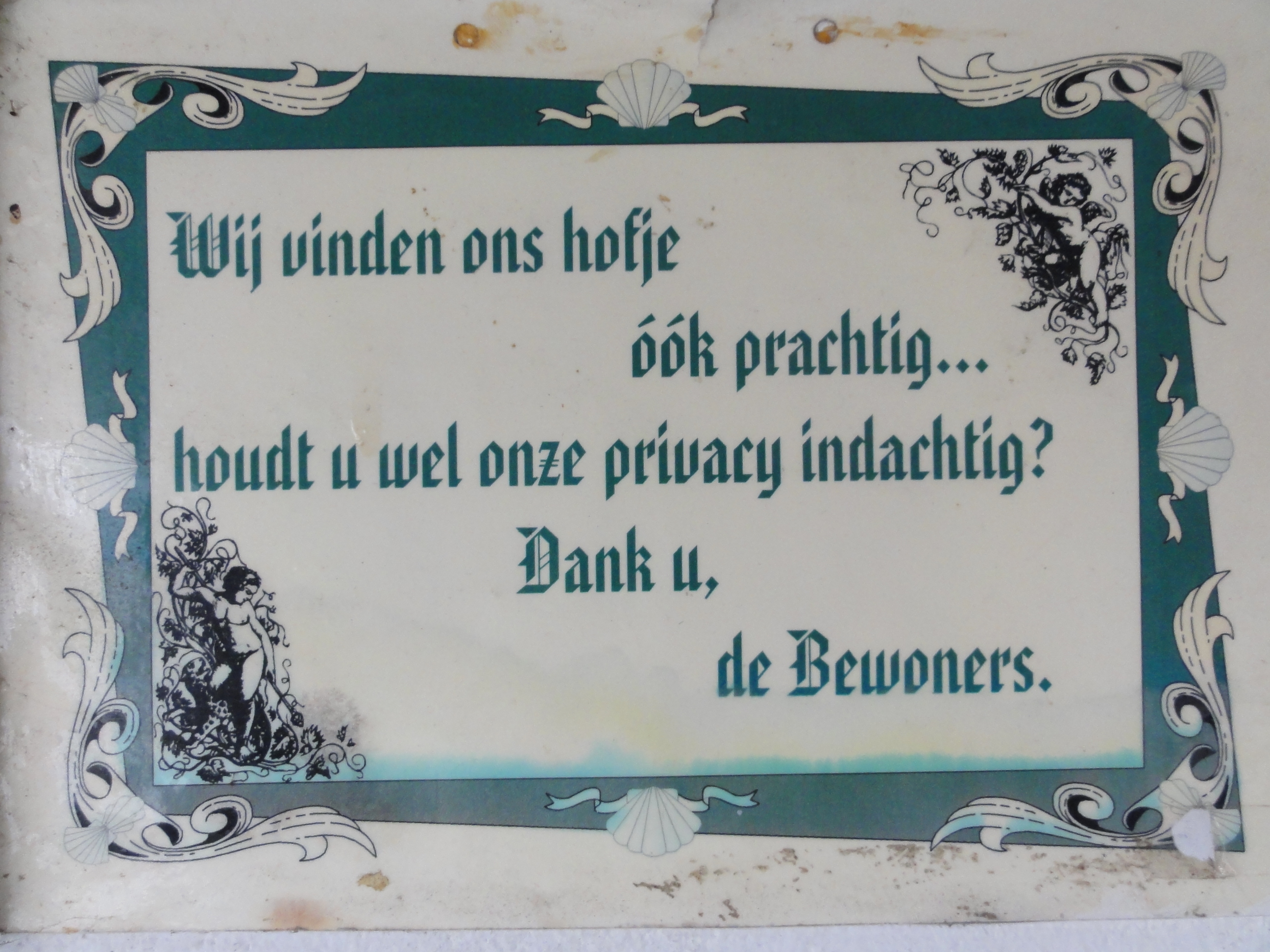
De meeste hofjes zijn vrij toegankelijk, maar respecteer de privacy van de bewoners (bordje Brouchovenhofje)

Leiden heeft nu nog 35 hofjes. Dat is relatief veel, ter vergelijking: Amsterdam heeft nog 47 hofjes, Groningen 30 (gasthuizen genaamd), Haarlem 19, Gouda 7 en Delft 4. Het heeft in Leiden weinig gescheeld of het waren er veel minder geweest. Door geldgebrek was namelijk in de 20e eeuw bij steeds meer hofjes sprake van verwaarlozing en verval. Sommige, zoals Klein Sionshof, werden zelfs onbewoonbaar verklaard, en na de Tweede Wereldoorlog werd voor diverse hofjes sloop ernstig overwogen. Door particuliere acties keerde het getij en kregen de hofjes de waardering die sindsdien alleen maar is toegenomen. Door zowel eigendomsoverdracht aan woningbouwverenigingen en studentenhuisvesting, als door nieuwe subsidiemogelijkheden, konden vrijwel alle nog resterende hofjes behouden blijven.
In de loop der tijd zijn de volgende hofjes verdwenen:
- De Aalmoeshuisjes van Warnaar van der Does in de Camp achter de Onze Lieve Vrouwenkerk werden in 1564 gesticht en al in 1592 verkocht.
- Het Sint Barbarahofje aan de Wilemakersteeg 23 werd in 1615 gesticht en omstreeks 1930 bij gebrek aan fondsen opgeheven. Na sloop werd op het vrijgekomen terrein een garage gebouwd. Sinds 2002 staat hier een wooncomplex met een gemeenschappelijke binnentuin.
- Het Van Woudendorphofje aan de Brandewijnsteeg (nu de Vrouwenkerkkoorstraat) werd in 1645 gesticht en in 1951 gesloopt. Er is ter plaatse niets wat nog aan het hofje herinnert. De fraaie gevelsteen is ingemetseld in de gevel van Beestenmarkt 3.
- Het Sint Odulphus en Fredericushofje aan de Middelste Gracht.

Ook verdwenen is wat weleens het oudste hofje van Nederland zou kunnen zijn geweest, namelijk het hofje dat Meye uyt den Waard in het midden van de 14e eeuw in haar huis op het Rapenburg zou hebben gesticht. Die eer gaat nu naar het nog steeds bestaande Hofje van Bakenes uit 1395 in Haarlem.
Niet verdwenen, maar wel verplaatst zijn de volgende hofjes:
- Groot Sionshof in 1668 van de Papengracht naar de Sionsteeg (voorheen Sint Jozefsteeg)
- Cathrijn Jacobsdochterhof
- Cathrijn Maartensdochterhof
- Bethlehemshof
- Heiligen Geest- of Cornelis Spronghof

## Andersoortige "hofjes"
Hofjes worden al sinds de 12e eeuw gebouwd, maar er zijn verschillen. Allereerst in de benaming: hofje, gasthuis, aalmoeshuis of stichting zijn verschillende aanduidingen die hetzelfde kunnen betekenen, dat wil zeggen: huisjes bij testament gesticht voor huisvesting van arme, oude mensen. Er zijn ook andersoortige "hofjes", zoals gasthuizen, begijnhofjes, gildehofjes en proveniershuizen. Dat zijn ook instellingen van naastenliefde, maar op andere wijze, zoals hier voor Leiden kort worden toegelicht:
- Gasthuizen waren de voorlopers van ziekenhuizen. In Leiden werd circa 1236 het Sint Catharinagasthuis gesticht. Het lag in de parochie St. Pieter en was bestemd voor arme passanten. Het Sint Elisabethgasthuis (later het Sint Elisabethgasthuishof) dateert uit 1428 en fungeerde als verpleeginrichting voor langdurig zieken. In 1596 werd het Sint Caeciliaklooster omgevormd tot het Caeciliagasthuis (het werd later het eerste academische ziekenhuis in Leiden; het is nu het Boerhaave Museum). In 1733 werd het Catharinagasthuis samengevoegd met het Elisabeth- en Caeciliagasthuis en het Leproozenhuis. Het gasthuis heeft nog tot 1873 bestaan.
- Begijnhofjes waren hofjes waar begijnen of begarden, resp. vrouwen en mannen, woonden als alleenstaanden maar als lid van een soort vrije lekengemeenschap binnen de Rooms-Katholieke Kerk. In Leiden waren vier begijnhoven: het Agnietenbegijnhof, het uit 1386 daterend St. Pancreasbegijnhof (nu nog deels te vinden in het Miereveltshofje), het Pieter Simonsz.-begijnhof (al zou dat hof de naam begijnhof eigenlijk niet mogen hebben[4]) en het Falybagijnhof, waarvan een deel nog bestaat maar nu gebruik van wordt gemaakt door het Rijksmuseum van Oudheden.
- Proveniershuisjes waren huisjes - verbonden aan een gasthuis - waar proveniers woonden: ouderen die zich hadden ingekocht om een verzorgde oude dag te hebben.
- Gildehofjes: door de gilden werden hofjes gesticht voor mensen die binnen het gilde werkzaam waren geweest.

Hofjes of poorten zijn en worden ook wel "gewoon" voor de verhuur of verkoop gebouwd, maar lijken zich soms in weinig te onderscheiden van de oorspronkelijke hofjes. Zie bijvoorbeeld in Leiden:
- Jan Paulushof aan de Zijlstraat
- Roggebroodshof aan de Middelstegracht tussen de nrs. 21 en 23
- Komkommerhof bij de 5e Binnenvestgracht
- Sophiahof aan de Uiterstegracht tussen de nrs. 32 en 34
- Hof van Venetië uit 1898 aan de Uiterstegracht 22
- Willemshof aan de Middelste Gracht